# 兩角山脈
71°39′S 161°55′E / 71.650°S 161.917°E
兩角山脈（英語：Morozumi Range）是南極洲的山脈，全長25英里，海拔1466米。北面遠眺格雷西特冰川和雷尼克冰川的匯流處，該山脈根據美國地質調查局的測量和美國海軍的空中照片被繪入地圖。